# Parques Nacionais de Gales
Os três parques nacionais:
1. Snowdonia (Eryri)
2. Brecon Beacons
(Bannau Brycheiniog)
3. Pembrokeshire Coast

Os Parques Nacionais de Gales (em galês: parciau cenedlaethol Cymru) são áreas gerenciadas de paisagens naturais no País de Gales (ou apenas Gales), Reino Unido, onde algumas formas de desenvolvimento são restritas para preservar a paisagem e o ambiente natural. Juntos, eles cobrem 20% da superfície terrestre de Gales e têm uma população residente de mais de 80.000 pessoas. Cada Autoridade do Parque Nacional (National Park Authority) é um órgão autônomo dentro da estrutura do governo local.
Atualmente, o País de Gales tem três parques nacionais: Snowdonia (Eryri), criado em 1951, Pembrokeshire Coast, criado em 1952, e Brecon Beacons (Bannau Brycheiniog), criado em 1957, além de cinco áreas de beleza natural excepcional (Areas of Outstanding Natural Beauty in Wales), que formam algumas das áreas protegidas de Gales. Uma dessas áreas, a Clwydian Range e Vale de Dee, foi proposta para ser substituída por um novo parque nacional, que se tornaria o quarto parque nacional de Gales.
As três autoridades dos parques nacionais trabalham em parceria como Parques Nacionais de Gales (National Parks Wales), que promove seus objetivos e interesses. O grupo identifica questões de interesse conjunto e uma maneira de chegar a um acordo sobre os resultados. As informações e experiências são compartilhadas pelo grupo com várias pessoas envolvidas com os três parques nacionais.
As terras dentro dessas áreas permanecem, em grande parte, em propriedade privada; esses parques não são verdadeiramente parques nacionais de acordo com o padrão internacionalmente aceito pela União Internacional para a Conservação da Natureza, mas são áreas de paisagens naturais onde certos tipos de atividade são um pouco mais restritos. Os parques nacionais são "nacionais" porque são considerados de valor especial para toda a nação.
A Lei do Meio Ambiente de 1995 (Environment Act 1995) observa que os Parques Nacionais de Gales têm dois objetivos:
- Conservar e aprimorar a beleza natural, a vida selvagem e o patrimônio cultural dos Parques Nacionais; e

- Promover oportunidades para a compreensão e o aproveitamento das qualidades especiais dos parques pelo público[4]

## Administração
De acordo com a Lei do Meio Ambiente de 1995 (Environment Act 1995), cada parque nacional tem sido gerenciado por sua própria autoridade, um governo local de propósito especial, desde abril de 1997.
Cerca de metade dos membros de cada autoridade de parque nacional são nomeados pelos principais governos locais abrangidos pelo parque; os demais são nomeados pelo Senedd Cymru, alguns para representar os conselhos comunitários, outros selecionados para representar o "interesse nacional". A Autoridade do Parque Nacional (National Park Authority) também é a única autoridade de planejamento local do parque. Juntos, os parques nacionais são visitados por cerca de 12 milhões de pessoas todos os anos e quase três quartos da população do País de Gales visitam os parques todos os anos.

## Parques Nacionais de Gales

### Parque Nacional de Snowdonia (Eryri)

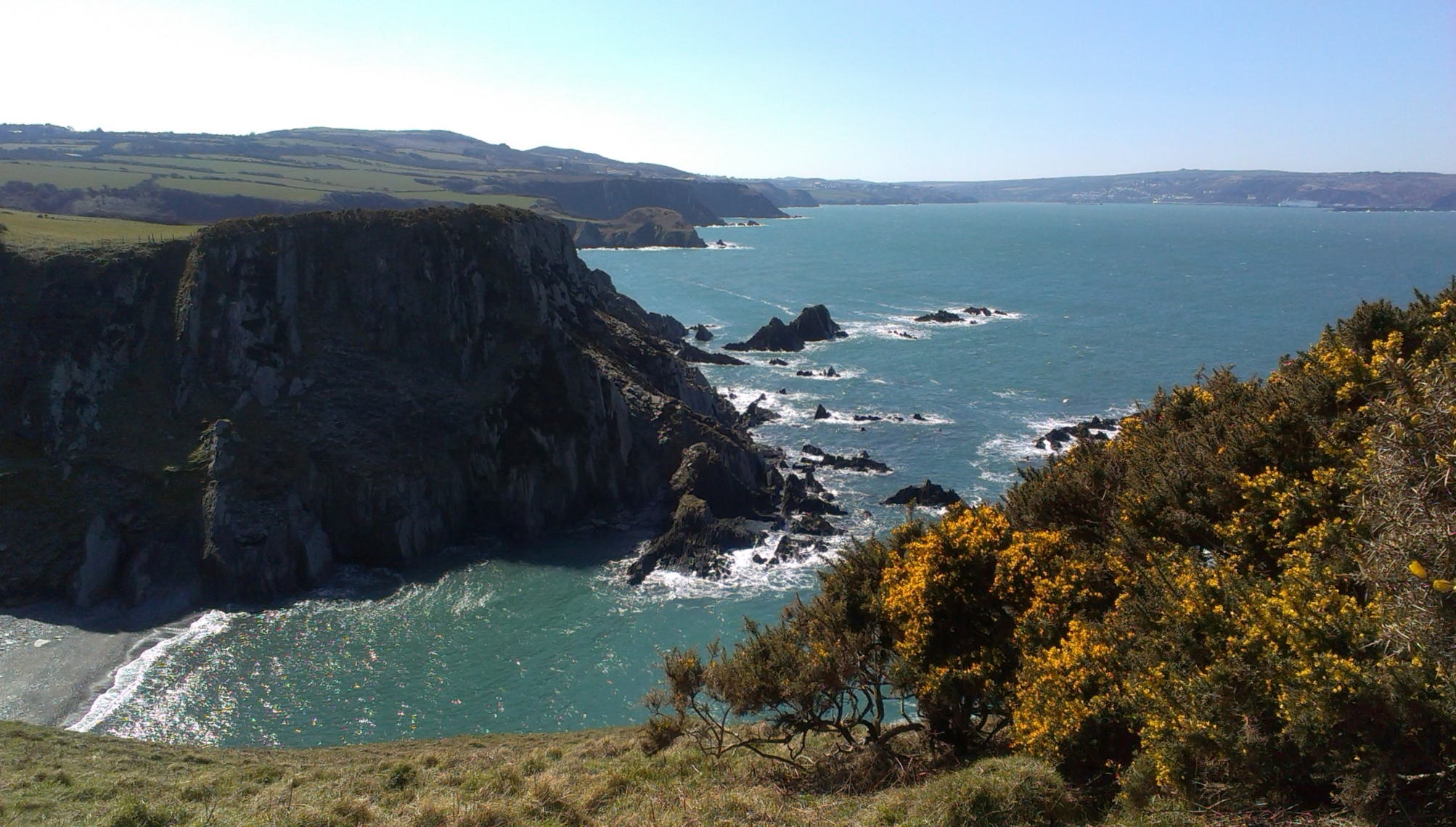

Criado em 1951, Snowdonia (Eryri) é o maior parque nacional de Gales e inclui a montanha mais alta da Irlanda, Inglaterra e País de Gales, além do maior lago natural do País de Gales. A área é rica em cultura e história local, onde mais da metade da população fala galês. Fragmentos de conchas fósseis no cume de Snowdon datam de mais de 500 milhões de anos atrás e o antigo "Harlech Dome", do qual Snowdon e Cadair Idris formam as extensões norte e sul, respectivamente, foi criado no Período Cambriano, antes da erupção dos vulcões. As geleiras mais recentes da Era do Gelo estavam em seu auge há 18.000 anos em Snowdonia e formaram os distintos vales em forma de U, incluindo os de Llanberis e Nant Gwynant, ao norte, e o lago Tal-y-llyn, ao sul.
O parque é administrado pela Autoridade do Parque Nacional de Snowdonia (Eryri National Park Authority), que é composta por representantes do governo local e do governo galês. Seus escritórios principais ficam em Penrhyndeudraeth.

### Parque Nacional de Pembrokeshire Coast

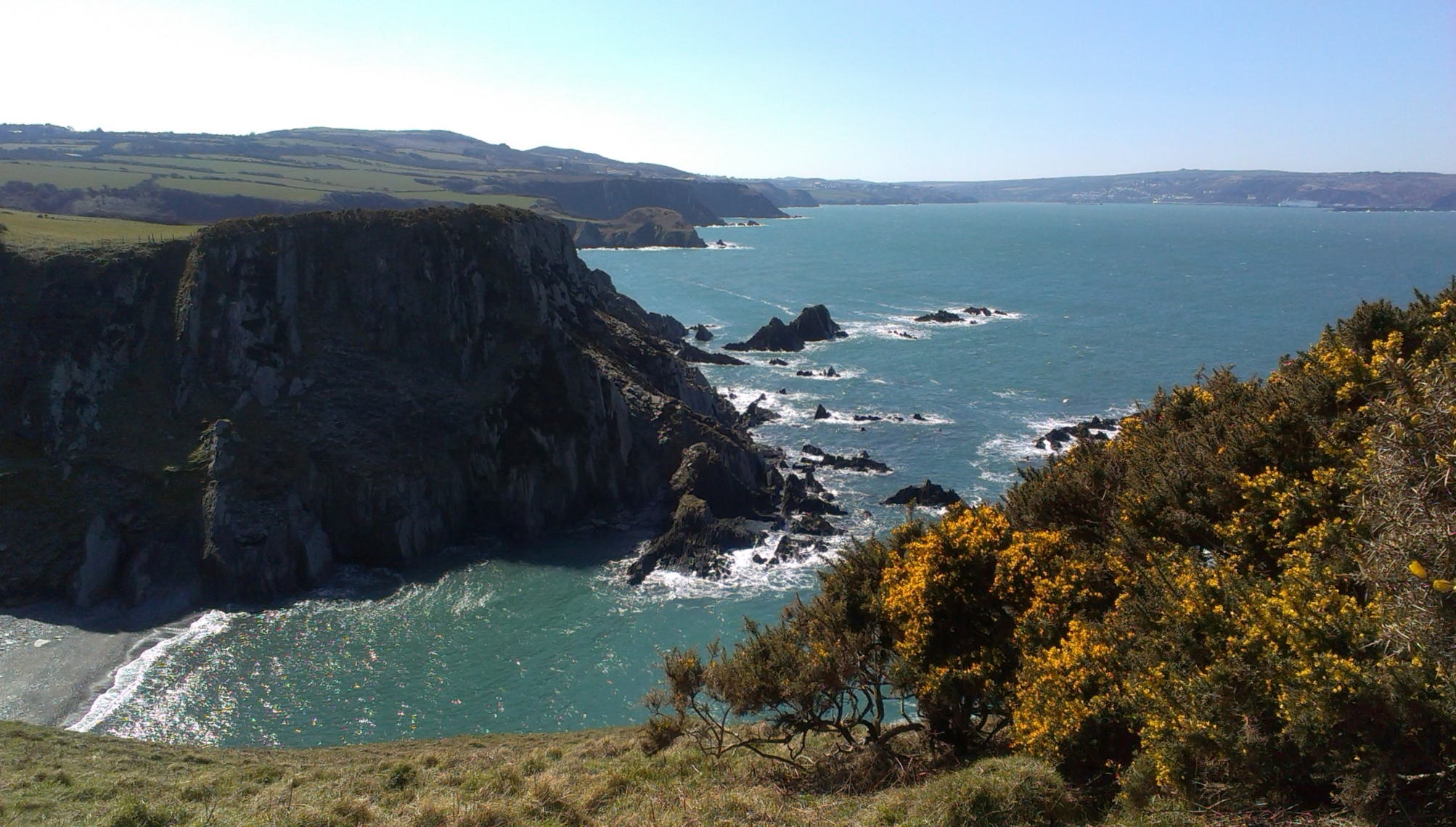

Criado em 1952, esse é o único parque nacional reconhecido principalmente por seu litoral; ele abrange quase toda a Pembrokeshire Coast, todas as ilhas da costa, o estuário de Daugleddau e grandes áreas de Preseli Hills e Vale de Gwaun. É uma área ecologicamente rica, reconhecida como de importância internacional por uma grande variedade de habitats de alta qualidade e espécies raras. O parque contém treze Áreas Especiais de Conservação (Special Areas of Conservation), cinco Zonas de Proteção Especial (Special Protection Areas,) uma reserva natural marinha e sete reservas naturais nacionais, bem como sessenta Locais de Interesse Científico Especial (Sites of Special Scientific Interest). O parque também contém uma riqueza de história e cultura humana, incluindo a menor cidade do Reino Unido, St Davids, e fortes da Idade do Ferro. Dentro do parque, há também um total de sessenta locais de conservação geológica, desde pequenas pedreiras à beira da estrada e penhascos isolados no topo de colinas até muitos quilômetros de litoral.
O parque é administrado pela Autoridade do Parque Nacional de Pembrokeshire Coast (Pembrokeshire Coast National Park Authority), que conta com cerca de 130 funcionários e um comitê de 18 membros. O diretor executivo é Tegryn Jones. A autoridade também administra toda a extensão do Passeio Pembrokeshire, uma trilha nacional de 299 km que fica quase inteiramente dentro do parque nacional. Mais de 26.000 pessoas vivem dentro do parque. 58,6% da população falava galês em 2011.

### Brecon Beacons (Bannau Brycheiniog)

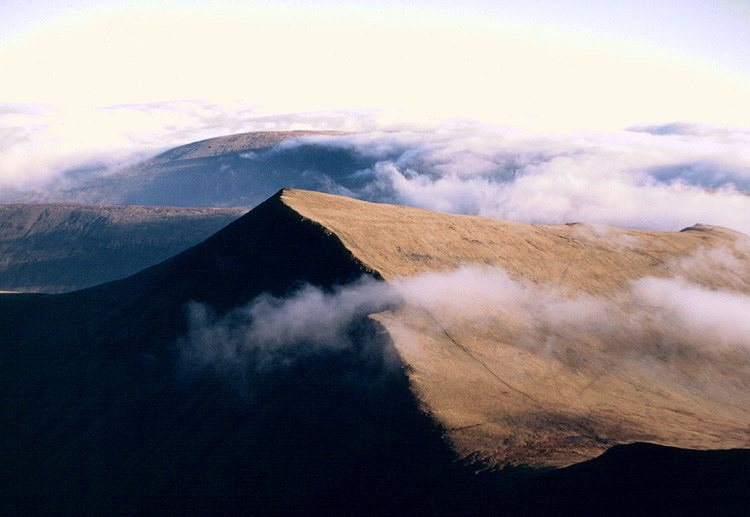

O último dos três parques nacionais, criado em 1957 como Parque Nacional de Brecon Beacons (Brecon Beacons National Park) e rebatizado com seu nome em galês (Bannau Brycheiniog) em 2023, o parque se estende entre a zona rural do centro e a zona industrial do sul do País de Gales. Ele se estende de Llandeilo, a oeste, até Hay-on-Wye, a nordeste, e Pontypool, a sudeste, cobrindo uma área de 1.340 km2 e abrangendo quatro regiões principais: a Black Mountain (Gales), a oeste, Fforest Fawr e Brecon Beacons, no centro, e as Black Mountains (Reino Unido), a leste, onde o ponto mais alto é Waun Fach, com 811 metros.
O parque é formado por rochas sedimentares de meados do Ordoviciano até o Carbonífero tardio, embora o Old Red Sandstone do Devoniano seja a rocha mais identificada com o parque, pois forma a maior parte dos diferentes maciços montanhosos, incluindo o ponto mais alto da região sul de Gales, Pen y Fan, com 886 metros. Como em muitos outros parques nacionais de terras altas, a atividade glacial durante as eras do gelo do Quaternário é responsável por muitas das formas de relevo conhecidas. A parte oeste do parque também foi designada como Fforest Fawr Geopark, em reconhecimento ao seu interesse geológico, e inclui o Waterfall Country. Várias antigas estradas de bonde e o Canal de Monmouthshire e Brecon (Monmouthshire and Brecon Canal), que correm pelo Vale de Usk e datam da Revolução Industrial, agora servem como instalações recreativas.
A Autoridade do Parque Nacional Brecon Beacons (Brecon Beacons National Park Authority) é uma autoridade local para fins especiais com amplas responsabilidades pela conservação e melhoria da paisagem e pela promoção de sua apreciação pelo público e, em particular, exerce funções de planejamento em toda a área designada do parque.

## Lista de parques nacionais
| Nome                                  | Foto | Localização | Data de criação         | Área      |
| ------------------------------------- | ---- | --- | ----------------------- | --------- |
| Snowdonia (Eryri)                     |      | Gwynedd, Conwy 52° 54′ N, 3° 51′ O                                                                                               | 18 de outubro de 1951   | 2.142 km² |
| Pembrokeshire Coast (Arfordir Penfro) |      | Pembrokeshire 51° 50′ N, 5° 05′ O                                                                                                | 29 de fevereiro de 1952 | 620 km²   |
| Brecon Beacons (Bannau Brycheiniog)   |      | Blaenau Gwent, Carmarthenshire, Merthyr Tydfil, Powys, Rhondda Cynon Taf, Monmouthshire, Torfaen, Caerphilly 51° 53′ N, 3° 26′ O | 17 de abril de 1957     | 1.351 km² |

Na década de 1990, um painel independente presidido pelo Professor Ron Edwards, da Universidade de Cardiff, analisou a operação dos parques em um período de 40 anos, o que culminou em um relatório conhecido como "Relatório Edwards" e no subsequente estabelecimento de "autoridades independentes e autônomas" por meio da Lei do Meio Ambiente de 1995 (Environment Act 1995), criada em 1996.
Em 2004, o governo do País de Gales publicou uma análise independente dos Parques Nacionais e, três anos depois, produziu uma declaração de política sobre Parques Nacionais e Autoridades do Parque Nacional (National Park Authorities). Em 2014, a "Comissão de Governança e Prestação de Serviços Públicos ("Commission on Public Service Governance and Delivery") recomendou que as Autoridades do Parque Nacional colaborassem mais entre si, com as autoridades locais, com a Natural Resources Wales etc., para compartilhar conhecimentos especializados, evitar duplicações e maximizar o uso de recursos.

## Propostas para novos parques nacionais
Duas áreas de Gales foram propostas por ativistas para se tornarem parques nacionais:
- O Parque Nacional do Nordeste do País de Gales (North East Wales National Park), que substitui o Clwydian Range e o Vale de Dee, foi proposto desde 2010, com o Partido Trabalhista Galês (Welsh Labour) apoiando um novo parque nacional no nordeste de Gales em seu manifesto para a eleição de 2021 do Senedd Cymru.

- As propostas para que as Montanhas Cambrianas (Cambrian Mountains) obtenham o status de parque nacional foram feitas desde a década de 1960, sendo que a proposta de 1973 foi rejeitada pelo Escritório Galês (Welsh Office). As campanhas para um parque nacional das Montanhas Cambrianas na região central de Gales ainda continuam.[16]

## National Parks Wales
Em The Review of Designated Landscapes in Wales (maio de 2015), o grupo National Parks Wales (NPW) observou que que:
O modelo atual de envolvimento de interesses nacionais e locais, gerenciado pelas Autoridades de Parques Nacionais independentes, alcançou um equilíbrio adequado entre o gerenciamento dessas tensões e a obtenção de resultados benéficos para todo o País de Gales.

## Captação de recursos
As três Autoridades de Parques Nacionais recebem 75% de seu financiamento nacional do Governo do País de Gales e 25% de uma taxa do Parque Nacional. O governo galês compensa as autoridades locais em termos de taxa para os parques nacionais.